# Отчаянный кот Васька
«Отчаянный кот Васька» — советский рисованный мультипликационный фильм Александра Викена 1985 года.

## Сюжет
Рыжий кот Васька вслед за мастером по ремонту телевизионных антенн через люк незаметно выбирается на крышу многоэтажного дома. Засмотревшись с крыши, кот не замечает, как мастер спускается обратно, закрыв за собой люк на замок.

Не зная как выбраться с крыши, Васька, памятуя слова своего дедушки о том, что можно найти выход из самой сложной ситуации, решает искать такую возможность. Он пытается слезть с крыши на ближайший балкон, но, едва не упав, прекращает.
Наступившим вечером кот пробует испортить антенну, чтобы снова вызвали мастера, но лишь теряет сознание, ударившись об массивную конструкцию головой.
На утро его со двора замечает знакомый щенок, грызущий кость. А голодный, но гордый Васька, стыдясь своей ситуации, выдумывает, что его уговорили за тридцать окуней охранять на крыше антенны. И лишь насмешливые воробьи понимают, в чём дело.
Пережив ещё одну ночь и промокнув под дождём, обессиленный от голода кот видит севшего на парапете крыши большого чёрного ворона. Нашёптывая фразу: «Нет безвыходных ситуаций…», Васька отчаянно прыгает на улетающего ворона, и под дикие крики птицы они вместе благополучно планируют вниз. Кот, пошатываясь, бредёт к дому, а слетевшиеся удивлённые серые воро́ны слышат от растерянного ворона историю про громадного кота, которым он решил позавтракать, но пожалел, вспомнив про бутерброд с сыром.

Добродушный щенок угощает костью изголодавшегося Ваську, восхищённо слушая его рассказы о «надоевшем дежурстве на крыше» и лихом спуске на во́роне, как всего лишь способе «размяться». А довольный кот вспоминает: «И всё-таки правду говорил мой дедушка: „Из самой сложной ситуации можно найти выход!“».

## Отсылки
Автомобиль мастера напоминает фургон Иж-2715.

## Создатели
| автор сценария            | Витауте Жилинскайте                                                   |
| кинорежиссёр              | Александр Викен                                                       |
| художник-постановщик      | Николай Чурилов                                                       |
| композитор                | Владимир Быстряков                                                    |
| кинооператор              | Анатолий Гаврилов                                                     |
| звукооператор             | Израиль Мойжес                                                        |
| роли озвучили             | Евгения Клименко, А. Буряковский                                      |
| художники-мультипликаторы | Сергей Кушнеров, Нина Чурилова, Н. Бондарь, Н. Устенко, Э. Перетятько |
| ассиситенты               | Тамара Швец, Татьяна Черни, Николай Бондарь, Людмила Середа           |
| монтажёр                  | С. Васильева                                                          |
| редактор                  | Наталья Гузеева                                                       |
| директор съёмочной группы | Иван Мазепа                                                           |